# Manuel von Senden
Manuel von Senden (* 11. November 1953 in Plauen) ist ein deutscher Charaktertenor. Einen Namen machte er sich zudem in der DDR als Sänger der Rockband electra sowie als Songwriter.

## Leben
Manuel von Senden wurde 1953 in Plauen als Sohn einer Sängerin und eines Opernregisseurs geboren. Von 1973 bis 1977 studierte er Klavier und Komposition in Leipzig, schloss das Studium aber nicht mit Examen ab. Von 1976 bis 1978 war er Sänger der Hardrock-orientierten Band GRH-Projekt, 1978 wechselte er als Sänger, Keyboarder und Perkussionist zur Rockband electra. Mit ihnen nahm er bis zu seinem Ausstieg aus der Band im Jahr 1989 insgesamt fünf Alben auf. Von ihm stammen bekannte Lieder wie Nie zuvor und Tausend und ein Gefühl.
Nach einem Auftritt in Gunther Emmerlichs Show Showkolade, wo von Senden eine Opernarie sang, gab es erste Anfragen von Opernhäusern. Nachdem er 1989 electra verlassen hatte, nahm er Gesangsstunden bei Johannes Kemter, der bereits Peter Schreier und Klaus Gerber unterrichtet hatte, und erhielt ein Engagement an der Dresdner Semperoper. Dort übernahm er zunächst kleinere Partien und Comprimario-Rollen und war bis zu seiner Enttarnung als Inoffizieller Mitarbeiter im Ministerium für Staatssicherheit und damit verbundener Kündigung bis 1994 festes Ensemblemitglied.  Seit 1994 gehört er zum Ensemble der Grazer Oper und lebt seitdem in Österreich.
Manuel von Senden sang als Opernsänger schwerpunktmäßig Rollen aus dem Fach des Tenorbuffos, des Spieltenors und des Charaktertenors. Zu seinem Repertoire gehörten Rollen wie Pedrillo in Die Entführung aus dem Serail, Monostatos in Die Zauberflöte, Jaquino in Fidelio, Peter Iwanow in Zar und Zimmermann, Goro in Madama Butterfly, Knusperhexe in Hänsel und Gretel, David in Die Meistersinger von Nürnberg und Mime in Das Rheingold.
Gastspiele gab Manuel von Senden unter anderem an der Mailänder Scala (2002, als 1. Jude in Salome), am Teatro Regio in Turin (als Mime in Das Rheingold), an der Komischen Oper Berlin (als Hauptmann in Wozzeck) und mehrfach an der Wiener Volksoper; dort trat unter anderem in der Spielzeit 1997/1998 als Fürst Ypsheim-Gindelbach in der Operette Wiener Blut auf.
Electra-Gründer Bernd Aust schloss 2009 anlässlich des 40-jährigen Bühnenjubiläums der Band weitere gemeinsame Auftritte der Band mit von Senden auf Grund dessen Tätigkeit als IM aus.
2015/16 übernahm Manuel von Senden die Rolle des Kaisers Altoum in Turandot von Giacomo Puccini im Rahmen der Bregenzer Festspiele.
Im Jahr 2019 schied er aus dem Ensemble der Grazer Oper als festes Mitglied aus, ist jedoch in der Saison 2019/20 dort als Gast weiterhin tätig.
Die Schauspielerin und Sängerin Dana Golombek ist seine Halbschwester.